# Наумов, Тане
Тане Наумов (макед. Тане Наумов; 24 февраля 1910, Идруса — 27 апреля 1977, Битола) — греческий коммунист родом из славянского меньшинства Македонии и партизан, участник Гражданской войны в Испании и Гражданской войны в Греции.

## Биография
Тане Наумов родился в 1907 году в селе Идруса, Флорина. В 1912 году во время Первой Балканской войны его отец и дед погибли. 
В 1933 году Тане стал членом Коммунистической партии Греции. После установления диктатуры Иоанниса Метаксаса в 1936 году вместе с другими греческими коммунистами он отправился в Панаму.
4 августа 1937 года Наумов приехал в Испанию из Панамы. Он был моряком на торговых судах Stanwell и Marzit и участвовал в поставках оружия и снаряжения в республиканскую Испанию по морю. Сбив вражеский самолёт, Тане вступил в пехотные войска.
5 февраля 1939 года Наумов бежал во Францию, в то время как последние межбригадиры покинули Испанию. Под руководством Французской коммунистической партии он работал во внутренних районах Франции, на руднике Боксон. После оккупации Франции нацистской Германией в 1942 году Тане был схвачен гестапо и заключн в немецкий лагерь Рош-Рам. 22 апреля 1943 года он был переведён в союзную Германии Болгарию (Пирот), откуда вскоре 5 мая бежал из лагеря и вернулся в родное село.
Вернувшись в деревню, Наумов присоединился к Народно-освободительной армии Греции (НОА) и был назначен организационным секретарём Аминдеона. Во время гражданской войны в Греции в Греции он был организационным секретарём Народно-освободительного фронта (НОФ)  в регионе Флорина-Кайлар, а позже стал членом генерального управления НОФ.
После поражения Демократической армии Греции в сентябре 1949 года Тане Наумов, вместе с отступившими частями ДАГ перебрался в Албанию, откуда в ноябре того же года вместе с другими бойцами ДАГ был переправлен сухогрузом в Польшу. Впоследствии там он был приговорён к 7 годам лишения свободы за «титоизм» и с 17 марта 1950 года находился в тюрьме Згозельцы. Там Наумов провёл 4 года, затем был помилован и освобождён 12 мая 1954 года. Он прибыл в Югославию в 1956 году, но по прибытии в Скопье был заключён в тюрьму и допрошен в течение трёх дней в тюрьме села Идризово. В августе 1956 года он был освобождён и вместе с семьей прибыл в Битолу. Там Наумов и умер 27 апреля 1977 года. 